# Kerben repülőtér
A Kerben repülőtér (kirgiz nyelven: Кербен аэропорту, orosz nyelven Кербенский аэропорт) (ICAO: UAFE) Kirgizisztán egyik repülőtere, amely Kerben közelében található. 

## Futópályák
A repülőtér futópályái:
- 04/22

## Légitársaságok és úticélok
| Légitársaság                                             | Célállomások                         |
| -------------------------------------------------------- | ------------------------------------ |
| Kyrgyzstan Air Company Üzemelteti a Avia Traffic Company | Szezonális: Bishkek, Jalal-Abad, Osh |
| TezJet Airlines                                          | Bishkek, Jalal-Abad                  |